# Naomi Feinbrun-Dothan
Naomi Feinbrun-Dothan (n. 17 aprilie 1900, Moscova, Imperiul Rus – d. 8 martie 1995, Ierusalim, Palestina) a fost o botanistă israeliană de origine rusă, care a făcut parte din personalul academic de la Universitatea Ebraică din Ierusalim. A studiat flora Israelului și a publicat zeci de articole și câteva cărți analitice în acest domeniu. În 1991 i-a fost acordat Premiul Israel pentru contribuția sa unică la studierea Țării Israelului. Ea a descoperit Allium truncatum, Allium dumetorum și Iris regis-uzziae.

## Biografie
Naomi Feinbrun s-a născut la Moscova în 1900. Părinții ei, Rachel și Aharon Feinbrun, aparțineau de Hovevei Zion, iar tatăl ei era și membru al asociației „Benei Zion” din Moscova. Naomi a avut o soră mai mare, Shulamit, și doi frați mai mici, Miron și Moshe.
Familia a locuit în Chișinău, Basarabia. Naomi a urmat școala elementară în limba ebraică, apoi un liceu evreiesc de fete din Chișinău. În 1907, familia s-a mutat la Moscova. După absolvirea liceului în 1918, s-a înscris la Universitatea de Stat din Moscova. În 1920, întreaga familie s-a întors în Basarabia. Naomi și-a continuat studiile la Universitatea din Cluj. În 1923, a obținut diploma de licență în botanică. După absolvire, a predat științele naturii la un liceu evreiesc de fete.
În 1924 familia Feinbrun a imigrat în Palestina. Deoarece Naomi avea atunci 24 de ani, nu putea folosi certificatul de imigrare al părinților săi. De aceea, a fost ajutată de o rudă care a declarat autorităților că Naomi învățase la Herzliya Hebrew Gymnasium din Tel Aviv înainte de a locui în Moscova o perioadă. După ce a fost recomandată de Rachel Katznelson-Shazar, Naomi s-a angajat profesoară la o școală din Tel Adashim, din Valea Izreel.
În 1925 Naomi Feinbrun a participat la o excursie de cercetare pentru profesorii de științele naturii, organizată pe Muntele Tabor. Ghidul excursiei a fost cercetătorul botanist Alexander Eig, cel care a încurajat-o să aprofundeze cercetarea plantelor și i-a devenit mentor și coleg. 
Naomi Feinbrun-Dothan a decedat pe 8 martie 1995, chiar înainte de a împlini 95 de ani.

## Cariera științifică
În 1926 a urmat cursurile Institutului de Agricultură și Istorie Naturală din Tel Aviv (condus în acea perioadă de Otto Warburg). Apoi a acceptat postul de cercetător invitat cu jumătate de normă. În acest timp, a învățat limba engleză, în special folosind cartea Flora of Syria, Palestine and Sinai, de G.E. Post, apărută în 1898, la Beirut.
În aprilie 1925, la înființarea Universității Ebraice din Ierusalim, s-a decis ca Institutul de Agricultură și Istorie Naturală să fie integrat în noua universitate. Numele a fost modificat în Systematic Botany Branch, condus tot de Otto Warburg.
În 1929 a primit un post de asistent universitar, fiind colegă cu Alexander Eig și Michael Zohary. Ulterior, toți trei s-au mutat în Ierusalim. Aici au publicat prima carte de floră analitică, scrisă în întregime în ebraică. Cartea a fost retipărită în limba engleză în 1965.
Predarea științelor naturii la universitate debutase la începutul anilor 1930. În cadrul facultății de botanică, una dintre materiile din curricula universitară era genetica. Feinbrun, care avea lucrări realizate despre biologia celulară împreună cu Hannah Oppenheitmer (care studia botanica fiziologică la Campusul Rehovot al universității), a început să predea cursuri de genetică.
Între anii 1930 și 1938 a publicat articole despre botanică exclusiv în ebraică și germană, iar după 1938 a început să publice și în engleză. În 1931 a studiat la Kaiser-Wilhelm-Gesellschaft (Societatea Kaiser Wilhelm pentru promovarea științelor), pentru a se perfecționa în domeniul geneticii. Aici a lucrat la departamentul de cercetări în domeniul eredității.
Tot în 1931, Alexander Eig a înființat Grădinile Botanice din Ierusalim pe Muntele Scopus, împreună cu Michael Zohary și Naomi Feinbrun.
În 1933 Feinbrun a făcut parte dintr-o delegație de șapte oameni de știință de la Universitatea Ebraică, invitați în Irak de către ministrul irakian al agriculturii. Misiunea lor era să realizeze un amplu studiu al pădurilor din Kurdistan, care să includă un inventar al speciilor de copaci și o propunere de împădurire și de conservare a pădurii. De asemenea, Feinbrun a mai participat și în alte expediții de cercetare, precum cele din Transiordania, Peninsula Sinai, Liban, Cipru, iar în 1944 în deșertul estic din Egipt. În 1935 a lucrat două luni și jumătate în laboratorul profesorului Alexandre Guilliermond la Universitatea Sorbona. După întoarcerea în Palestina, a predat genetica și biologia celulară. A fost singurul cadru didactic care preda un curs de genetică la Universitatea Ebraică până în 1950.
În 1936 Eig a înființat publicația Palestine Journal of Botany Jerusalem, care a fost redenumită în 1951 Israel Journal of Botany, iar în 1994 Israel Journal of Plant Sciences. În această publicație, Feinbrun și colegii ei și-au publicat mare parte din articole, inclusiv o hartă a florei bazată pe cercetările în teren ale celor trei colegi. În această perioadă, Feinbrun a lucrat la teza de doctorat, ce a avut ca temă Bellevalia, un gen de plante din familia Asparagaceae. În abordarea ei, a studiat numărul și forma cromozomilor și i-a folosit în clasificarea sistematică a acestui gen. Teza a fost coordonată de dr. Eig și publicată în Palestine Journal of Botany Jerusalem.
Dr. Alexandre Eig a decedat în 1938, la vârsta de 44 de ani. După moartea sa, cei doi asistenți ai săi, Michael Zohary și Naomi Feinbrun, au continuat demersul inițiat în cercetarea și documentarea florei palestiniene și au dezvoltat Grădina Botanică de pe Muntele Scopus. 1938 a fost și anul în care Feinbrun a obținut titlul științific de doctor, fiind ulterior promovată de la gradul de profesor la lector în 1952. S-a preocupat în mod deosebit de studiul speciilor de plante din Orientul Mijlociu, a cultivat diferite plante și a realizat cercetări în taxonomia celulară, o ramură a taxonomiei care presupune folosirea caracteristicilor cromozomilor pentru a clasifica organismele.
După 1948, când a fost întemeiat statul Israel, Naomi și frații ei au adoptat nume ebraice și astfel ea a devenit Naomi Feinbrun-Dothan. În 1953 ea a petrecut un an sabatic la ierbarul din Kew Gardens în Londra, precum și în Edinburgh și Geneva. În 1960 a devenit profesoară asociată la Universitatea Ebraică. Ea și alte trei colege cercetătoare, Elisabeth Oldschmidt, Hanna Rozin și Tscharna Rayss, erau singurele femei cu acest grad din universitate. În 1960, a scris Wild plants in the land of Israel.

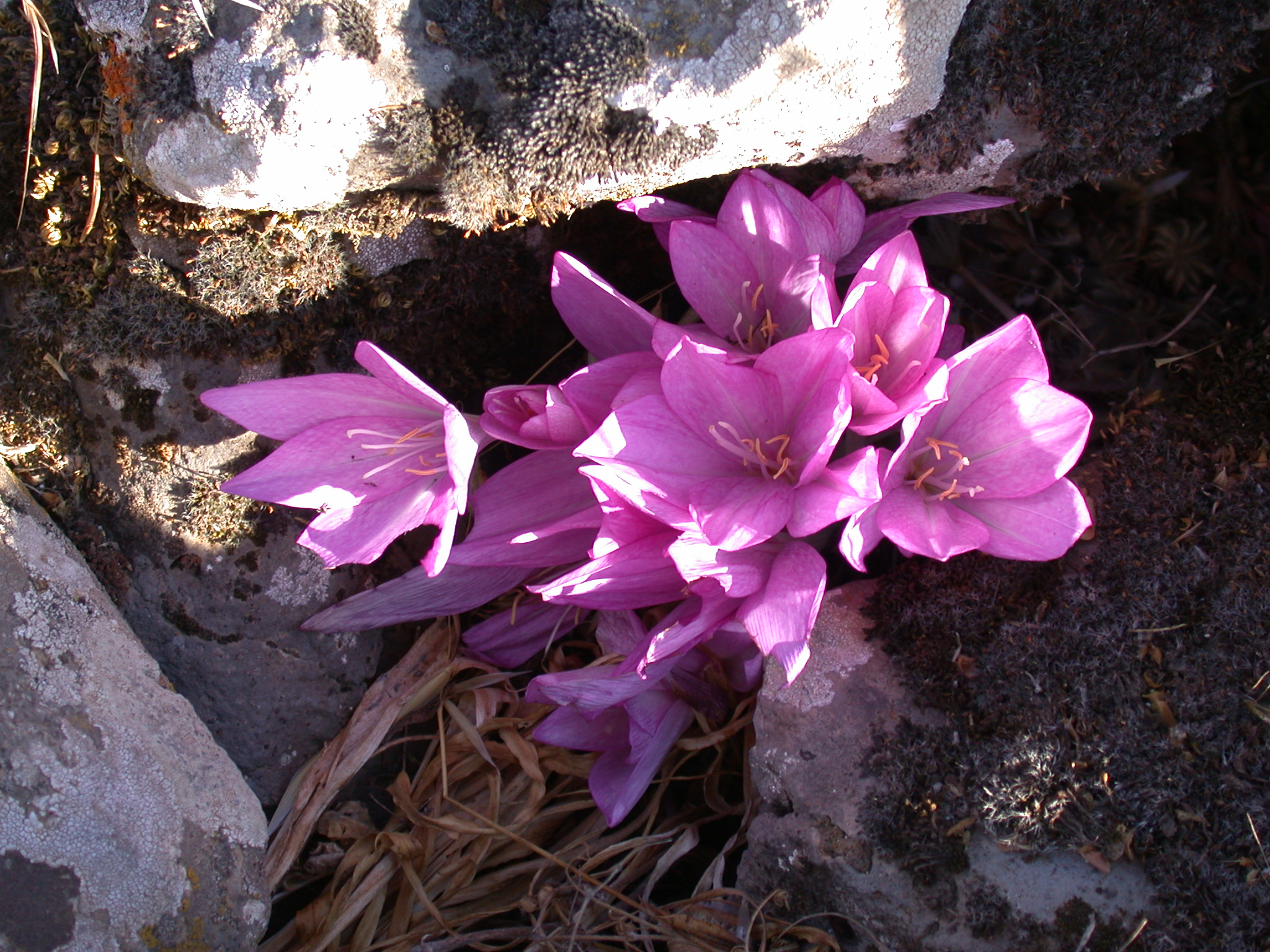
Colchicum feinbruniae, pe Înălțimile Golan, plantă numită Naomi Feinbrun-Dothan

În perioada 1966 -1986, a fost co-autoare, alături de Michael Zohary, a celor patru volume din Flora Palaestina. Aceste volume cuprind descrieri botanice și ilustrații ample ale speciilor de plante native sau naturalizate din regiunea respectivă.
În anii 1970, Feinbrun a studiat niște bulbi de Colchicum și i-a identificat ca fiind o specie grecească numită Colchicum bowlesianum. Mai târziu, bulbii au fost cercetați de Karin Persson și clasificați ca specie distinctă. Persson a descris acești bulbi în Israeli Journal of Plant Science și le-a dat numele de Colchicum feinbruniae după Naomi Freinburn.
În 1991 a scris împreună cu Avinoam Danin, o nouă și actualizată versiune a cărții despre flora analitică.

## Recunoaștere
În 1986 a primit medalia de aur din partea OPTIMA (Organizația din zona mediteraneană pentru cercetări phyto-taxonomice), organizația internațională a botaniștilor mediteraneeni, în semn de recunoaștere a muncii sale în domeniu.
Pentru deosebitele contribuții aduse în botanică, a fost răsplătită cu Premiul Israel în 1991.
Mai multe plante au fost denumite în amintirea ei, de către colegi din Israel, dar și din străinătate, dintre care amintim: Astralagus feinbruniae (1970), Bellevalia feinbruniae (1970) sau Colchicum feinbruniae (1992).